# Ochotona nigritia
Ochotona nigritia és una espècie de pica originària de la Xina. Com que fou descrita relativament recentment, no se'n coneix gaire coses.